# Adriana Cisneros
Adriana Cisneros Phelps de Griffin (sinh ngày 17 tháng 12 năm 1979) là Giám đốc điều hành ngươiVVenneuela của Grupo Cisneros, một tập đoàn làm việc trong nhiều lĩnh vực gồm phương tiện truyền thông, giải trí, truyền thông kỹ thuật số, bất động sản, khu du lịch và công ty sản phẩm tiêu dùng. Cô cũng là Chủ tịch của Quỹ Cisneros.

## Cuộc đời và học vấn
Adriana Cisneros Phelps de Griffin  sinh ra ở Caracas, Venezuela. Ông nội của Cisneros là Diego Cisneros, người sáng lập ra Grupo Cisneros. Ông ngoại của cô là William H. Phelps, Jr. Ông cố của cô là William H. Phelps, Sr., là người mà vào năm 1953, đã bắt đầu đài truyền hình đầu tiên ở Venezuela. Cả hai đều được ghi nhận là các doanh nhân và các nhà nghiên cứu loài chim. Cô có một người anh trai, Guillermo Cisneros, và một chị gái, Carolina Cisneros de Rodríguez.
Năm 1998, cô tốt nghiệp Học viện Deerfield, một trường nội trú ở Deerfield, Massachusetts, nơi cô cùng với các thành viên khác trong gia đình đều học.
Năm 2002, Cisneros nhận bằng cử nhân từ Đại học Columbia. Năm 2005, cô nhận bằng Thạc sĩ về báo chí từ Đại học New York. Năm 2010, Adriana Cisneros Phelps de Griffin tốt nghiệp Chương trình Phát triển Lãnh đạo của Trường Kinh doanh Harvard.

## Đời tư
Năm 2007, Adriana Cisneros Phelps de Griffin kết hôn với tiểu thuyết gia người Anh, Nicholas Griffin. Họ có hai con và làm nhà ở Miami, Florida.